# George Maw
George Maw ( 1832 - 1912 ) fue un polímata inglés, que reunió disciplinas tan vastas como la fabricación de azulejos, cerámica de arte, química, geología, botánica, arqueología, pintura de acuarela, jardinería.
George Maw y su hermano menor Arthur compraron un destartalado negocio de fabricación de azulejos y de porcelana de Worcester en 1850.
Fue un experimentado recolector y acompañó a Sir Joseph D. Hooker en una exposición botánica de Marruecos. Se convirtió en un experto en el género Crocus y publicó una monografía sobre ese género en 1886 - ilustrado por acuarelas de John Ruskin.

## Honores
Fue elegido miembro de la Sociedad linneana de Londres.

### Epónimos
- (Asphodelaceae) Aloe mawii Christian[1]
- (Asteraceae) Chrysanthemum mawii Hook.f.[2]
- (Brassicaceae) Draba mawii Hook.f.[3]

- La abreviatura «Maw» se emplea para indicar a George Maw como autoridad en la descripción y clasificación científica de los vegetales.[4]